# Nokia 3510
Nokia 3510 – telefon komórkowy z serii 30 wprowadzony na rynek w 2002 roku. 

## Podstawowe parametry
- Bateria: Litowa 950 mAh (model: BLC-2)
- Czas czuwania (2G): 260 godzin
- Czas rozmów (2G): 250 minut
- Książka adresowa: 500 kontaktów
- Pamięć: 0.325 MB[1]

## Funkcje dodatkowe
- alarm wibracyjny
- budzik
- EMS
- GPRS
- gry (Dodawanie i skasowanie gry)
- kalendarz
- kalkulator
- MMS (tylko odbiór)[1]
- słownik polski
- słownik T9
- Smart Messaging
- stoper[1]
- tapety
- polskie menu
- profile
- WAP
- wybieranie głosowe
- wygaszacz
- wymienne obudowy
- zegar